# Enoplus inermis
Enoplus inermis is een rondwormensoort uit de familie van de Enoplidae. De wetenschappelijke naam van de soort is voor het eerst geldig gepubliceerd in 1865 door Bastian.